# Riom
Riom (occitanska: Riam) är en ort och kommun i departementet Puy-de-Dôme i regionen Auvergne-Rhône-Alpes i centrala Frankrike. Kommunen är chef-lieu över 2 kantoner som tillhör arrondissementet Riom. År 2022 hade Riom 18 680 invånare.

## Befolkningsutveckling
Antalet invånare i kommunen Riom
| Referens: INSEE |

## Historik
Under våren 1942 hölls Riomprocessen i staden, där Vichyregimen försökte visa vad som brustit bland ledande franska politiker och militärer från 1936 och fram till krigsutbrottet. Processen lades slutligen ner utan dom.

## Sport
Volleybollklubben VBC Riom vann under 1990-talet tre franska mästerskap på damsidan.